# خرو علیا

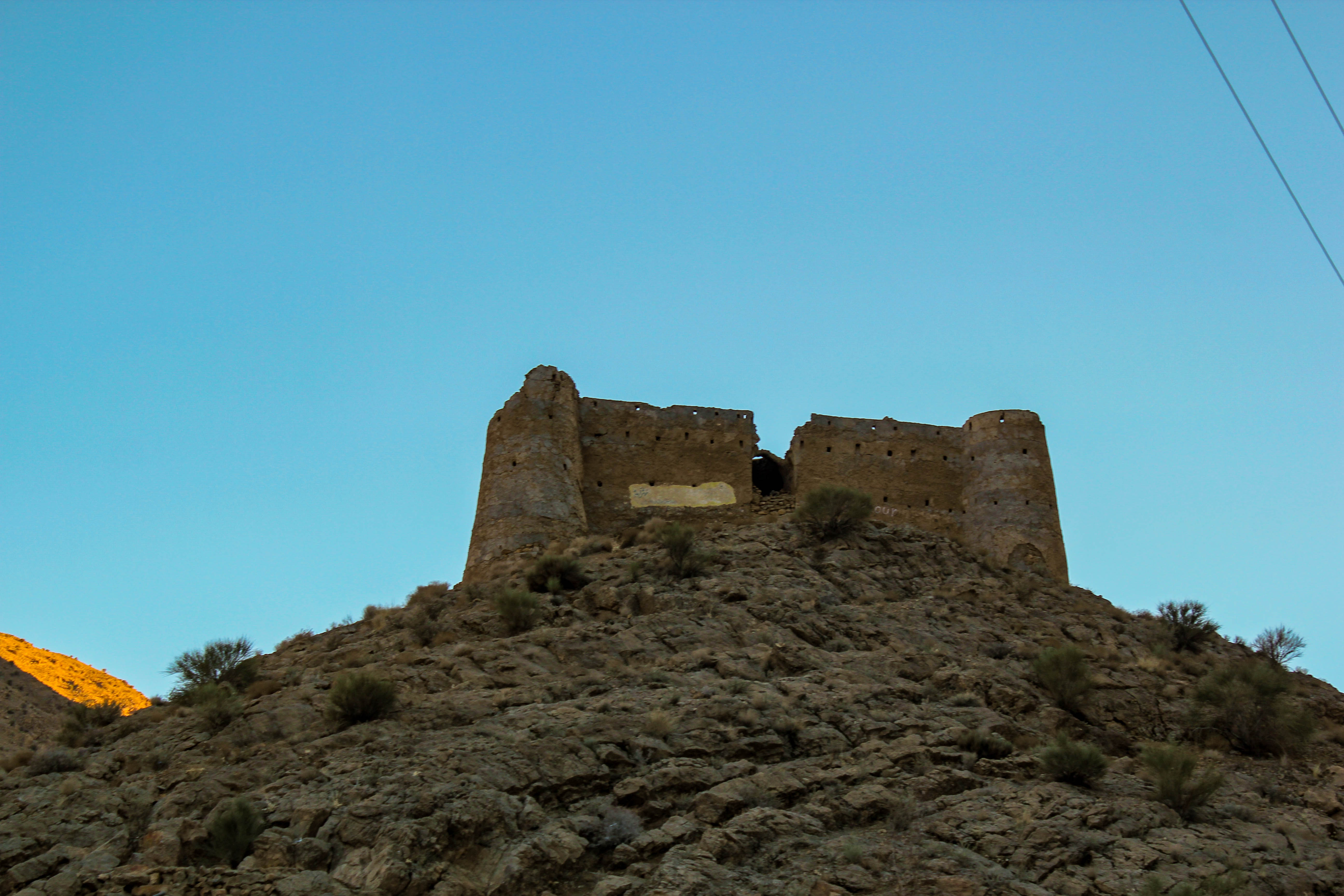
خرو علیا

خرو علیا، روستایی است از توابع بخش مرکزی شهرستان طبس استان خراسان جنوبی ایران.

## جمعیت
این روستا در دهستان گلشن قرار داشته و بر اساس سرشماری سال ۱۳۹۵ جمعیت آن ۲۰۷ نفر (۷۱ خانوار) بوده‌است.